# 太田八重子
太田 八重子（おおた やえこ、1944年 - 1969年12月10日）は、日本のヌードモデル。

## 略歴
高校卒業後、一流企業の秘書を務めたが、1964年に写真家・杉山吉良のヌードモデルに転身した。「X線撮影法大系」のモデルとして、レントゲン撮影機の透視台の上でポーズをとり続け、ヌードモデルでありながら日本放射線医学界に貢献をした。
1969年、妻子ある男性との恋愛関係を週刊誌『女性自身』に暴露され、同年12月23日号では男性の妻との対談記事が掲載された。その直後の12月10日、静岡県の三保海岸で入水自殺。1971年には実兄が八重子の愛犬5頭を絞め殺した後、シンナーで後追い自殺している。

## 主な作品
- 写真集『讃歌』　杉山吉良・撮影
- 本『遠すぎる渚－太田八重子愛と死のなぞ遺して』　太佐順・著